# Cunderdina variabilis
Cunderdina variabilis är en skalbaggsart som beskrevs av Lea 1916. Cunderdina variabilis ingår i släktet Cunderdina och familjen Melolonthidae. Inga underarter finns listade i Catalogue of Life.